# Синсинати Кид
„Синсинати Кид“ (на английски: The Cincinnati Kid) е американски драматичен филм от 1965 година на режисьора Норман Джуисън.

## Сюжет
Синсинати Кид е покер играч, който иска да стане най-добрия в своята област и да се издигне, в началото на Голямата депресия. За да спечели уважението на другите играчи, той трябва да предизвика Ланси „The Man“ Хауърд, стар играч, който според мнозина е най-добрият, известен е с това, че може да заблуди противник, дори ако има всички карти, от които се нуждае, за да спечели.

## В ролите
| Актьор             | Роля                   |
| ------------------ | ---------------------- |
| Стийв Маккуин      | Синсинати Кид          |
| Едуард Г. Робинсън | Ланси (The Man) Хауърд |
| Ан-Маргрет         | Мелба                  |
| Карл Молдън        | Шутър                  |
| Тюсдей Уелд        | Кристиан Ръд           |
| Джоан Блондел      | Лейди Фингърс          |
| Рип Торн           | Слейд                  |
| Джак Уестън        | Пиг                    |